# Мени је с тобом срећа обећана
Мени је с тобом срећа обећана је шести музички албум српског певача Шабана Шаулића. Објављен је 1981. године у издању музичке куће Југодиск. На албуму се налази осам песама. Највећи хит је песма Снег је опет, Снежана коју је написао Раде Вучковић.

## Песме
| Бр. | Назив песме                     | Трајање |
| --- | ------------------------------- | ------- |
| 1.  | Мени је с тобом срећа обећана   | 04:12   |
| 2.  | Омер и Мерима                   | 04:29   |
| 3.  | Нек’ те у здрављу затекне писмо | 03:51   |
| 4.  | Љубим, љубим                    | 04:29   |
| 5.  | Снег је опет, Снежана           | 04:36   |
| 6.  | Једина моја                     | 04:14   |
| 7.  | А, где смо сада                 | 03:39   |
| 8.  | Занеле ме очи њене              | 04:40   |

Информације
- Одговорни уредник: Новица Неговановић
- Рецензент: Света Вуковић
- Продуцент: Драган Кнежевић
- Тон мајстор: Аца Радојичић
- Музика: Шабан Шаулић (A1 до A4, B2, B3)
- Оркестар: Оркестар Мирка Кодића
- Фотографија: Мића Исаиловић